# Gutmadingen
Gutmadingen ist ein Ortsteil der Stadt Geisingen im Landkreis Tuttlingen in Baden-Württemberg.

## Geographie

### Geographische Lage
Gutmadingen liegt südlich des Wartenbergs an der Donau. Südlich des Ortes befindet sich der Höhenzug der „Länge“.

### Ausdehnung des Gebiets
Die Gesamtfläche der Gemarkung Gutmadingen beträgt 1.164 Hektar (Stand: 30. Juni 2013).

## Geschichte
Der Ort wurde 1273 erstmals als Gutmetingen erwähnt. Er gehörte über Jahrhunderte zum Herrschaftsbereich der Fürsten von Fürstenberg. 1806 fiel das Dorf an das Großherzogtum Baden.
Ab 1840 ist die Entstehung einer Quäker-Gemeinschaft belegt. Wer für die Gründung verantwortlich war, ist nicht ganz klar, vermutlich eine zugezogene Frau aus Tengen. Die Gruppe war mehrmals Thema einer obrigkeitlichen Untersuchung. Der Vorsteher der Gruppe wurde einmal für wenige Tage durch die Regierung des Seekreises in Konstanz verhaftet. Von weiteren Repressionen sah man ab, weil die Gruppe allgemein als nicht gefährlich eingestuft wurde. Ab 1852 war ein Rückgang der Mitgliederzahlen zu beobachten, der zum Teil auf Auswanderung in die USA zurückzuführen ist. 1857 hatte die Gruppe noch 15 Personen. 1858 verstarb der Prediger Joseph Huber (Quäker), was wohl einige Mitglieder dazu bewegte, wieder in die katholische Gemeinde zurückzukehren. Geblieben sind aus dieser Zeit aber die Spitznamen „Quäker“ oder „Quäkler“ für die Gutmadinger.
Von den 1920er Jahren bis 1942 wurde im Gutmadinger Bergwerk nach Eisenerz gegraben. Große wirtschaftliche Bedeutung für den Ort hatte die Firma Kramer, ein Unternehmen, das ab 1925 Landmaschinen und später auch Baumaschinen herstellte. Nach Aufgabe der Produktionsstätte wurde auf dem Gelände ein Gewerbepark eingerichtet.
Die ehemals selbständige Gemeinde wurde am 1. April 1972 in die Stadt Geisingen eingemeindet, welche am 1. Januar 1973 mit der Auflösung des Landkreises Donaueschingen zum Landkreis Tuttlingen wechselte.

### Einwohnerentwicklung
Zählte der Ort am 6. Juni 1961 noch 682 Einwohner, sind es derzeit 800 (Stand: 31. Dezember 2015).

## Politik

### Ortsvorsteher
Ortsvorsteher ist Norbert Weber (2014).

### Wappen
| | Blasonierung: „In Blau mit blau-silbernem Wolkenbord drei (2:1) goldene Räder.“ |
| Wappenbegründung: In einem Geschlechterbuch von 1498 ist im 12./13. Jhdt. ein Rittergeschlecht von Guotmadingen erwähnt. Sie führten in ihrem Wappen drei goldene sechsspeichige Wagenräder auf blauem Grund. Nach dem Aussterben dieses Rittergeschlechtes ging Gutmadingen an die Landgrafschaft Wartenberg. Diese wiederum 1318 durch Heirat an die Fürstenberger. 1895 wendete sich die Großherzoglich Badische Historische Kommission an die Gemeinde bezüglich eines Wappens, denn eine große Anzahl von Gemeinden besaß kein Wappen oder das in Benutzung befindliche Gemeindewappen entspricht vielfach nicht den vom wissenschaftlichen und künstlerischen Standpunkte zu stellenden Anforderungen. 1903 erhielt die Gemeinde einen vom Grh. Generallandesarchiv gefertigten Wappenentwurf nebst Erklärung: „Gutmadingen war Sitz eines Rittergeschlechtes, das mit den Herren von Eschingen gleiches Wappen führte. Daher stammen die drei goldenen Wagenräder auf blauem Grund. Umrandet wurden sie von dem silbernen ‚Wolkenrand‘, entstanden aus dem silbernen Feh der Herren von Urach, den Gründern des fürstenbergischen Fürstenhauses. Im Oktober 1903 hat der Gemeinderat den Wappenvorschlag angenommen.“ |                                                                                 |

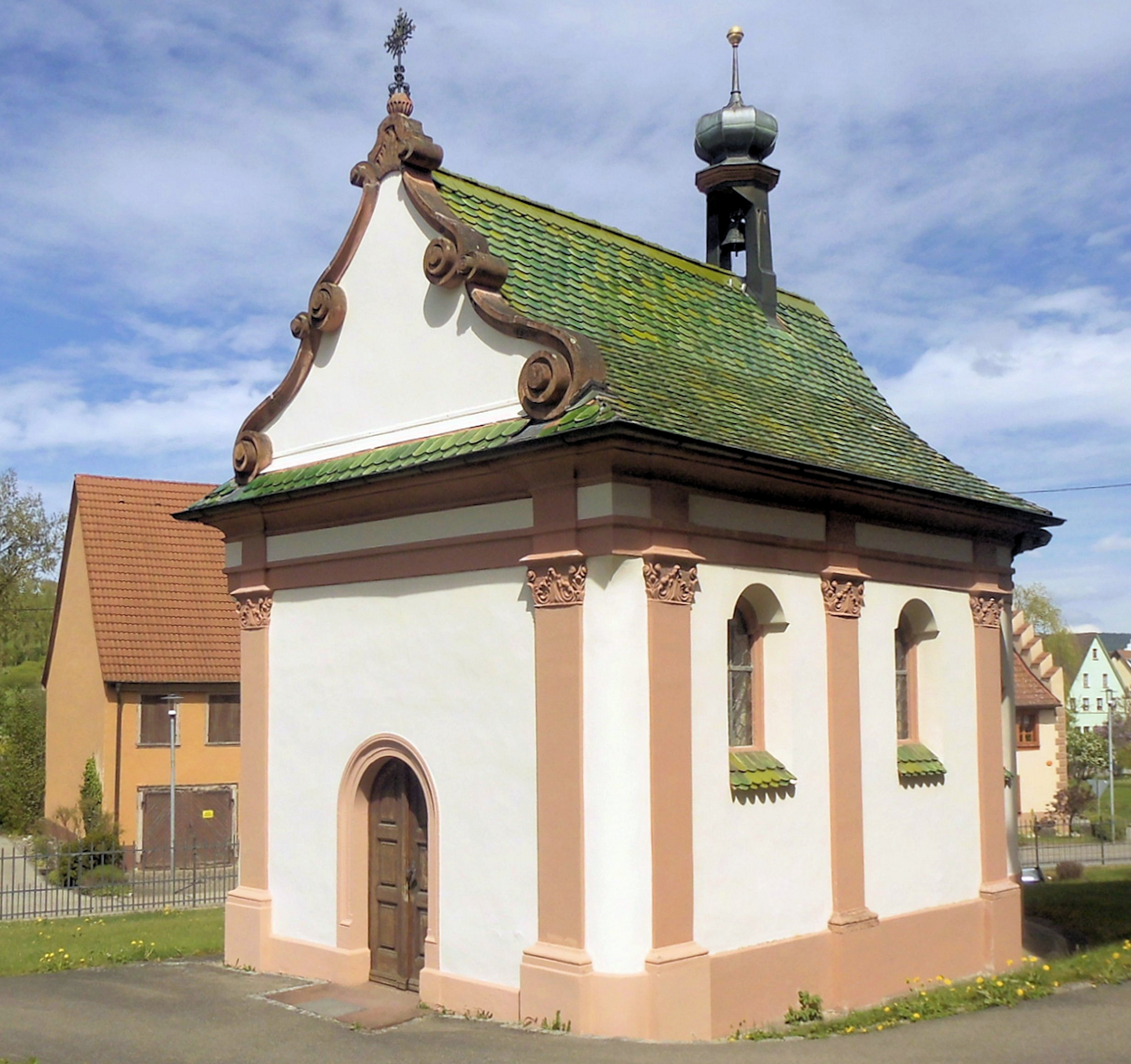
Kapelle Maria Trost

## Kultur und Sehenswürdigkeiten
In der Bruderschaftskapelle Maria Trost in der Schulstraße 4 von 1760, wird eine Schwarze Madonna verehrt. Die ursprüngliche Schwarze Madonna ging verloren. Im Jahr 2000 wurde als Ersatz eine Schwarze Madonna nach dem Vorbild der berühmten Madonnenfigur von Einsiedeln erworben.

Kirche St. Konrad in Gutmadingen
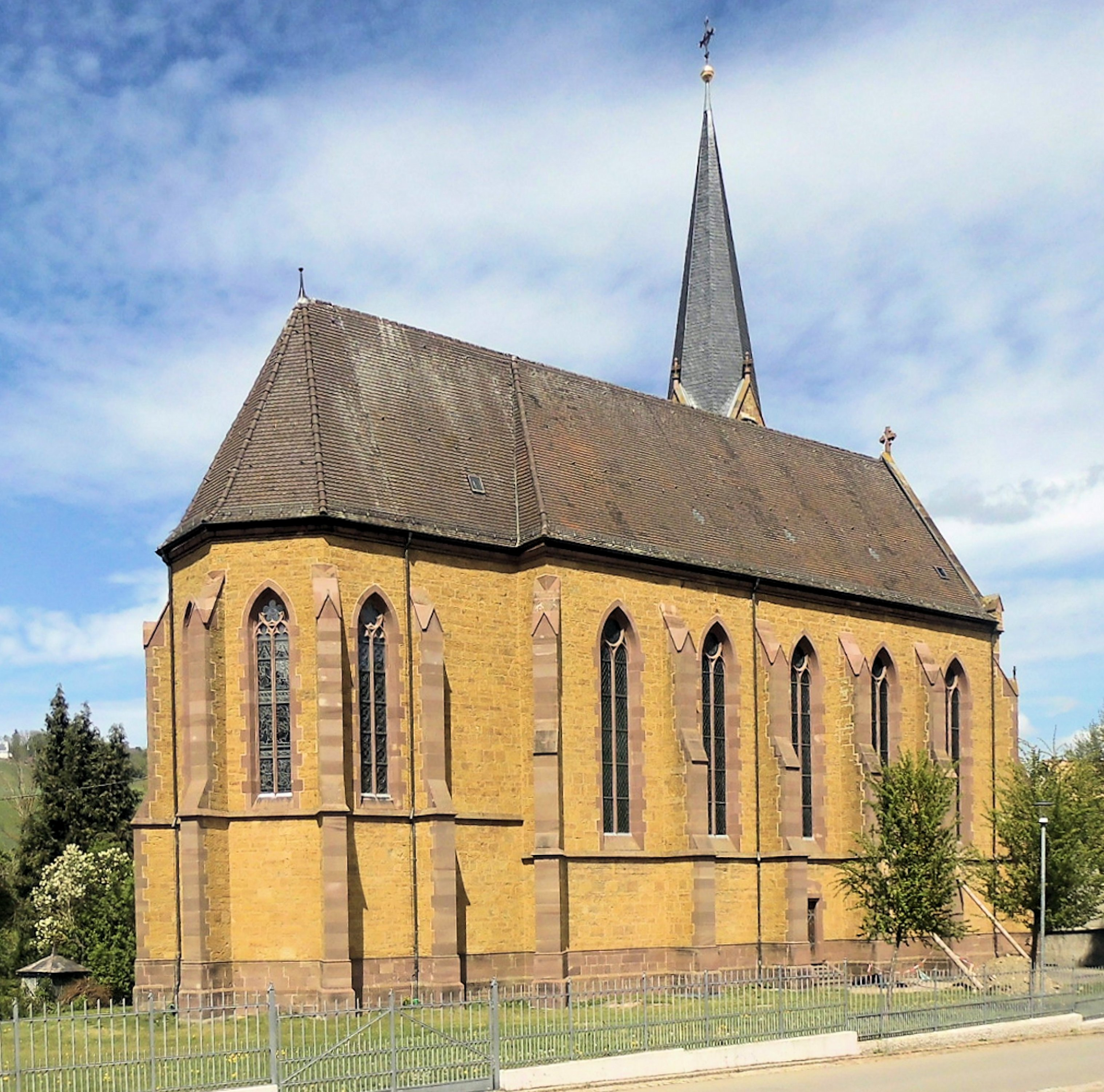
Südwestseite
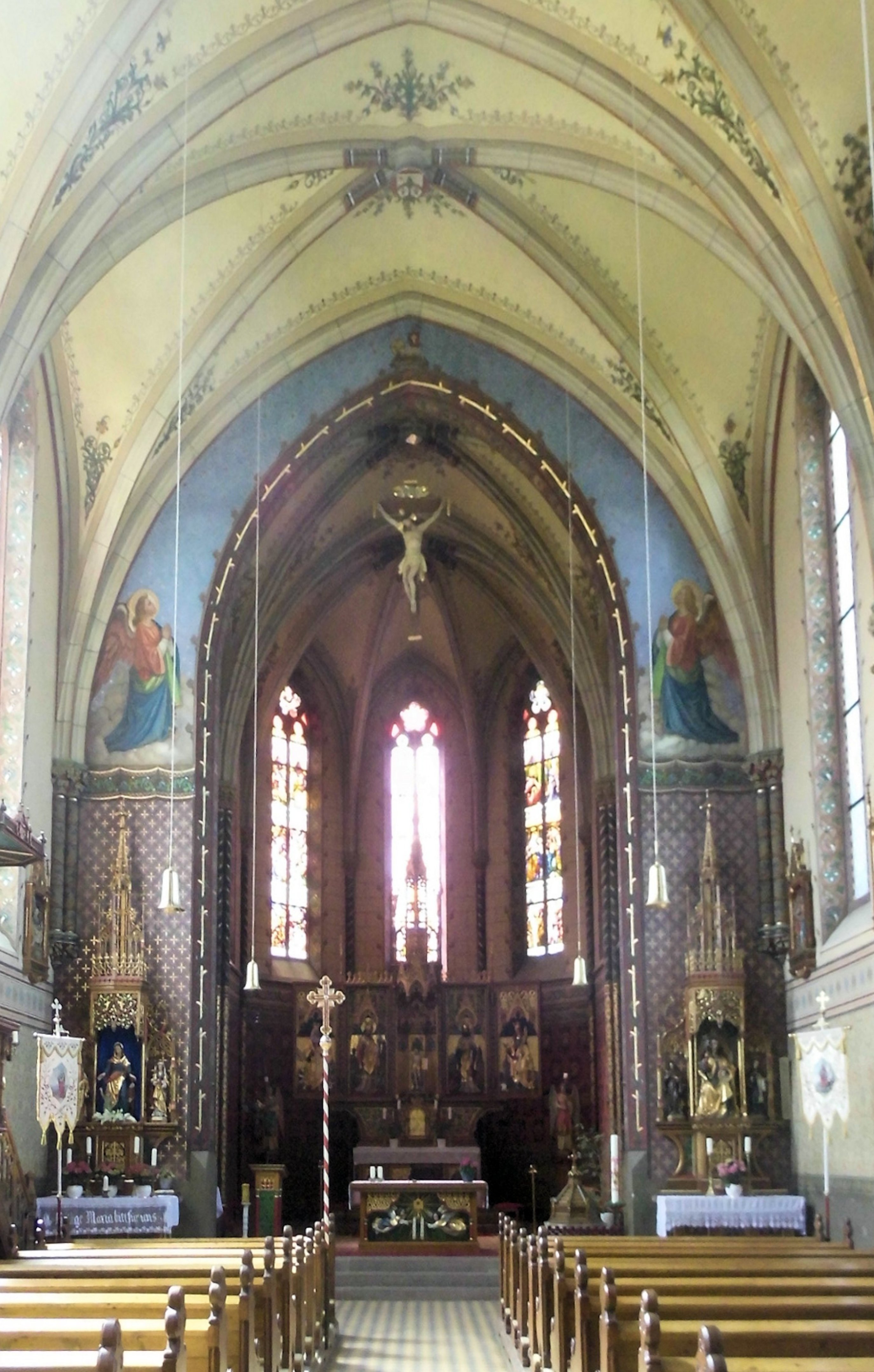
Innenansicht
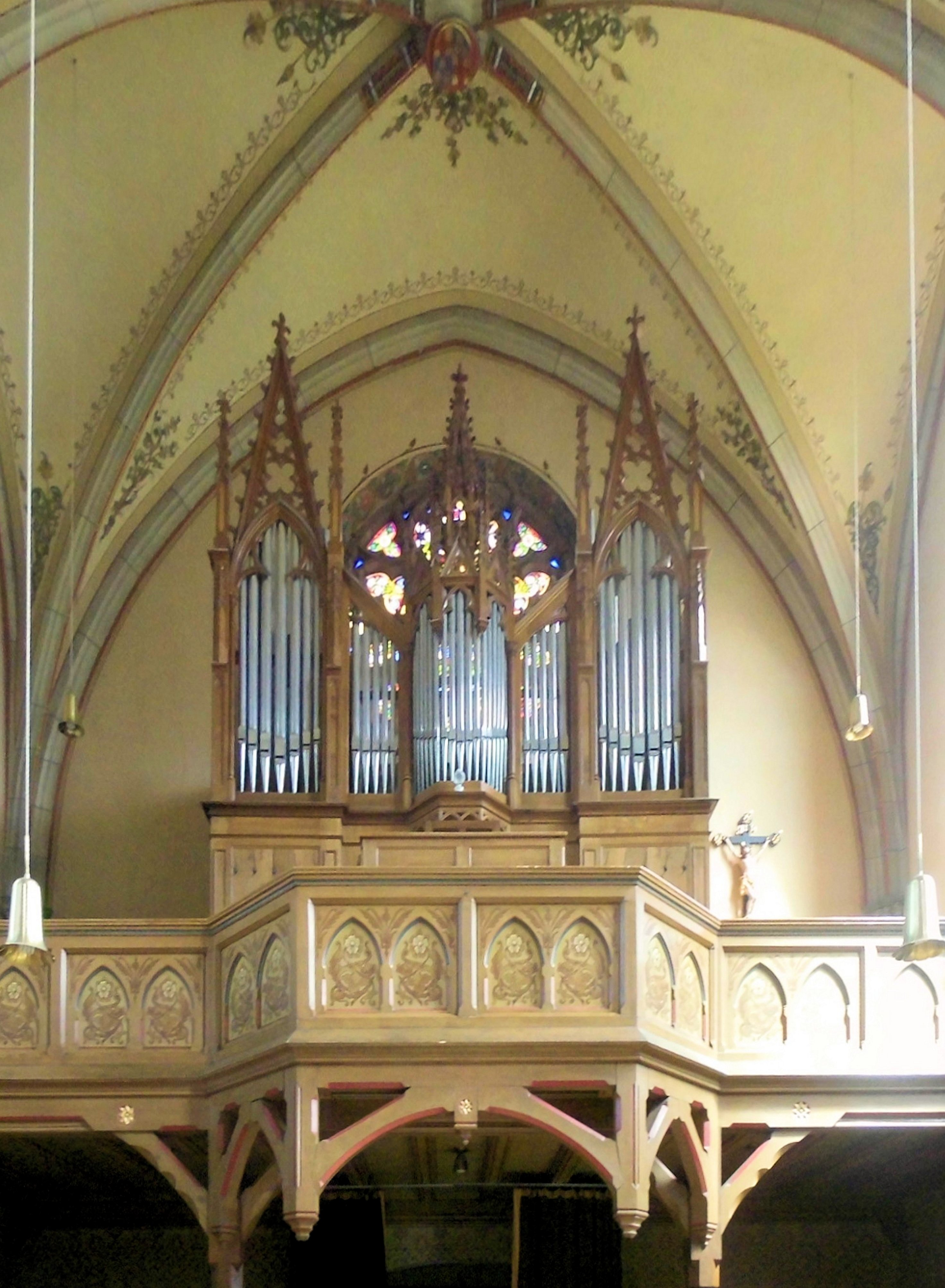
Orgel
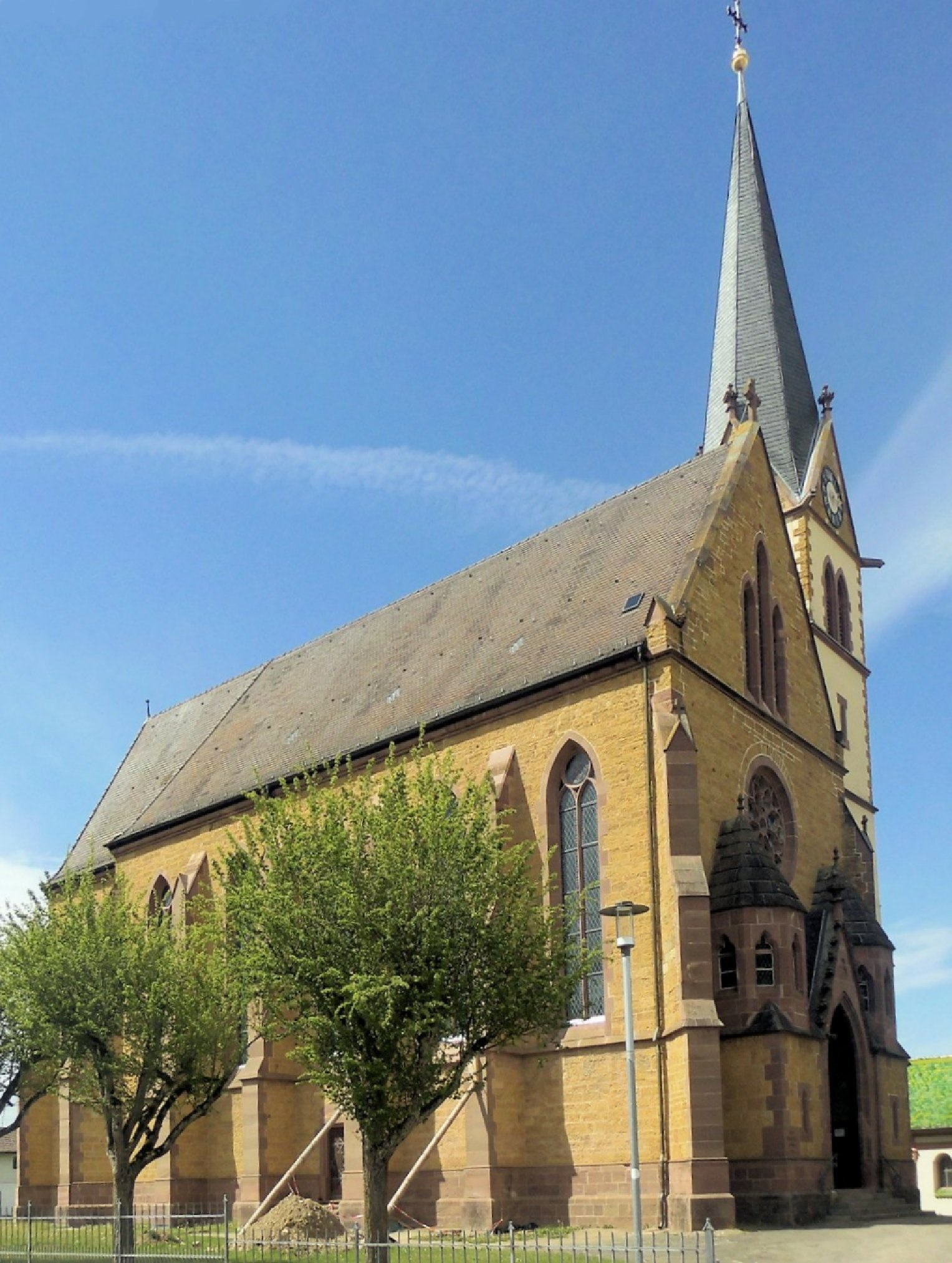
Südostseite

## Persönlichkeiten
- Blasius II. Münzer (* 1572 Gutmadingen; † 10. September 1638 Klingnau), war Abt von Kloster St. Blasien und Landgraf von Bonndorf